# L'elefante di giada
L'elefante di giada (While the Patient Slept) è un romanzo giallo della scrittrice statunitense Mignon Good Eberhart, pubblicato nel 1930. Si tratta del secondo episodio della serie che ha come protagonisti l'infermiera Sarah Keate e l'ispettore Lance O'Leary

## Trama
Sara Keate accetta di assistere un paziente a domicilio, su richiesta del dottor Jay. Il signor Federie ha avuto un colpo e giace privo di coscienza nella sua camera. L'arrivo di Sara è molto gradito a quanti sono in casa: tutti sperano che il malato si riprenda e, ciascuno separatamente dagli altri, dichiara all'infermiera che vuole essere immediatamente avvertito, quando ciò avverrà. Nella casa sono presenti due nipoti e un figlio del signor Federie; ci sono inoltre due persone estranee alla famiglia: il signor Dimuck, curatore degli affari del malato, e una tale Mittie, donna attaccabrighe. Per finire, ci sono anche due domestici residenti in casa, Grondal, tuttofare e Kema, cuoca.
Quello che colpisce Sara è la relativa scomodità della grande abitazione: mancano sia l'elettricità, sia il riscaldamento a gas. Tutto avviene a lume di candela o di lampada a olio e continuamente si deve attizzare il fuoco nei caminetti e nelle stufe a legna disposte ovunque. I congiunti di Federie vivono altrove e sembra che siano loro arrivati degli inviti. Solo i domestici stavano effettivamente con l'anziano signore. Sara osserva anche la rigidezza di rapporti che, in un caso, si dimostra aperta ostilità (tra Mittie e la moglie di Adolph, Isabel). Proprio la prima notte di servizio di Sara, mentre lei si sta riposando accanto al suo assistito, un colpo di pistola uccide Adolph, che stava per raggiungere la camera del padre attraverso una scala nascosta in un angolo della stanza.
L'immediata reazione della donna fa accorrere tutti gli ospiti e si chiama la polizia. L'ispettore O'Leary interroga a fondo ciascuno dei presenti. Conosce Sara per aver svolto un'indagine all'interno dell'ospedale in cui lei lavora abitualmente. L'arma del delitto non si trova; inoltre, fatto curioso, sul caminetto della stanza c'è un piccolo elefante di giada che è scomparso, così come una chiave che consentiva di aprire una porta al piano superiore per poi accedere alle scale su cui è stato assassinato Adolph. Non si giunge ad alcun risultato, a parte quello di far emergere le tensioni tra i vari ospiti, tutti in cerca di denaro.
Emerge anche un altro fatto: il vecchio signor Jonathan Federie è stato in gioventù un bandito che con i suoi accoliti terrorizzava la contea. Ritiratosi poi dagli "affari", aveva acquistato la grande casa senza pensare ad abbellirla o renderla più comoda, perché voleva farsi dimenticare. Dei suoi quattro figli, solo il primogenito (padre della giovane Marina) aveva condotto una vita onesta; gli altri, compresi Adolph e il padre del giovane Eugene, avevano vissuto viziosamente, perdendo quanto ricevevano dal padre o abusando di alcool. Solo Marina si salvava da questo fosco retroterra familiare ed era la prediletta del nonno, ma questo non impediva a tutti gli altri di sostenere che l'elefantino verde fosse loro destinato.
Nella casa sempre più cupa, Sara avverte i segni di una presenza nascosta. Arriva a recuperare e nascondere l'elefantino, ma facilmente le viene poi sottratto. Date le circostanze, O'Leary stabilisce che Grondal passi la notte con lei nella stanza del malato. Una notte passa, ma la seconda è lo stesso Grondal a morire. O'Leary impone a tutti di rimanere in casa, anche se Dimuck e un amico di Eugene (Helios Lonergan) dovrebbero rientrare ai rispettivi domicili per affari. Dapprima si scopre e dimostra la presenza di un intruso: questi è il secondogenito (Charles) di Frederie, dato per morto da quindici anni. Nonostante i trascorsi, Charles non è responsabile dei delitti. Il vero colpevole è finalmente acciuffato quando ricompare l'elefantino di giada che, si scopre, era il nascondiglio di un documento. Dimuck, prestanome finanziario di Federie (a causa del passato banditesco di quest'ultimo) mirava a impossessarsi del documento e distruggerlo, privando l'amico di quanto gli apparteneva. Adolph e poi Grondal avevano messo le mani sull'oggetto e per questo erano stati uccisi.

## Personaggi
- Sarah Keate, infermiera ospedaliera.
- Lance O'Leary, ispettore di polizia.
- dottor Jay, medico curante del signor Federie.
- Jonathan Federie, anziano signore gravemente malato, del quale si attende la ripresa.
- Marina Federie, nipote prediletta di Federie.
- Eugene Federie, nipote di Federie, cugino di Marina.
- Adolph Federie, zio di Eugene e Marina, figlio del vecchio Federie.
- Isabel, moglie di Adolph.
- James, Charles, Eugene, figli scomparsi di Jonathan Federie. James era il padre di Marina ed Eugene era il padre del giovane Eugene.
- Mittie Frisling, figlia di Matthew Frisling, socio di Federie, è presente nella casa senza che si sappia perché sia venuta. Donna di mezza età, manifesta un odio violento per Isabel.
- Helios Lonergan, giovane amico di Eugene Jr, anch'egli ospite in casa.
- Elias Dimuck, socio d'affari di Federie, invitato da quest'ultimo.
- John Grondal, domestico in casa Federie.
- Kema, la cuoca.

## Opere derivate
Nel 1935 While the Patient Slept ha dato origine all'omonimo film diretto da Ray Enright, con Aline MacMahon e Guy Kibbee.

## Edizioni
- Mignon Good Eberhart, L'elefante di giada: romanzo traduzione dall'inglese di Enrico Piceni, collana I Libri Gialli n. 158, A. Mondadori, Milano-Verona 1937
- Mignon Good Eberhart, L'infermiera volante, contiene: Uno di noi (Murder by an aristocrat); L'elefante di giada: (While the patient slept); La trappola: (The mystery of hunting's end); traduzione dall'inglese a cura di Alberto Tedeschi, collana Il Supergiallo n. 7, A. Mondadori, Milano-Verona 1952
- Mignon Good Eberhart, L'elefante di giada, traduzione di Enrico Piceni, collana I Classici del Giallo Mondadori, n. 272, Milano 1977